# 2. pr. Kr.
◄ | 2. stoljeće pr. Kr. | 1. stoljeće pr. Kr. | 1. stoljeće | ►
◄ | 30-ih pr. Kr. | 20-ih pr. Kr. | 10-ih pr. Kr. | 0-ih pr. Kr. | 0-ih | 10-ih | 20-ih | ►
◄◄ | ◄ | 5. pr. Kr. | 4. pr. Kr. | 3. pr. Kr. | 2 pr. Kr. | 1. pr. Kr. | 1. | 2. | ► | ►►
Astronomija

## Događaji
- Julija Starija, kćer Augusta i Skribonije, je izgnana temeljem optužaba za izdaju i preljub na otok Pandateriju (današnji Ventotene); mati Skribonija je izgnana zajedno s kćerju
- Fraat V. Partski je preuzeo prijestolje u Partskom kraljevstvu, zajedno s majkom Musom

## Smrti
- Julije Antonije, sin Marka Antonija i konzul 10. pr. Kr. (smaknut zbog izdaje).
- Fraat IV. Partski, vladar Partskog Carstva